# Desamangalam
Desamangalam es una ciudad censal situada en el distrito de Thrissur en el estado de Kerala (India). Su población es de 8355 habitantes (2011). Se encuentra a 28 km de Thrissur y a 83 km de Kozhikode.

## Demografía
Según el censo de 2011 la población de Desamangalam era de 8355 habitantes, de los cuales 4026 eran hombres y 4329 eran mujeres. Desamangalam tiene una tasa media de alfabetización del 87,06%, inferior a la media estatal del 94%: la alfabetización masculina es del 91,07%, y la alfabetización femenina del 84,97%.